# Moriz Scheyer
Moriz Scheyer  (Focșani, Rumania, 27 de diciembre de 1886-Belvès, Francia, 29 de marzo de 1949) fue una figura muy significativa de la crítica, el ensayo y la literatura de viajes en el entorno literario y cultural de la Viena anterior a la Segunda Guerra Mundial. Como editor cultural del periódico más importante de la ciudad, el Neues Wiener Tagblatt, y fue amigo personal de Stefan Zweig y Bruno Walter.

## Biografía
Amante de la cultura y la literatura francesa, Scheyer había vivido en París en el período anterior a 1924, como corresponsal cultural de la NWT , y continuó visitando regularmente después de su regreso a Viena. También parece que pasó algún tiempo como corresponsal en Suiza. 
Desde 1924, en Viena, hasta su despido en el Anschluss, Scheyer fue editor artístico de Neues Wiener Tagblatt  (NWT).  Estaba a cargo de la sección de revisión ('Theater und Kunst') y por lo tanto ocupó un puesto de gran influencia cultural. Familiarizado con muchas de las figuras literarias y musicales prominentes de Viena, como Arthur Schnitzler,  Joseph Roth  y Bruno Walter, fue amigo personal de Stefan Zweig,  con quien su trabajo tiene fuertes afinidades.
En 1925 se casó con Margarethe Schwarzwald (née Singer), hija de un exitoso industrial checo-judío y viuda del Dr. Bernhard Schwarzwald, y a través del matrimonio adquirió dos hijos adoptivos, Stefan y Konrad (después de la emigración al Reino Unido Stephen Sherwood y Konrad Singer).

## Obra
Hasta el descubrimiento y la publicación póstuma de su obra autobiográfica Un superviviente, donde cuenta sus experiencias como judío refugiado en Francia durante la Segunda Guerra Mundial, su principal producción literaria consistió en reseñas de viajes, libros y obras de teatro (en particular para el Teatro Josefstädter) y, especialmente, ensayos: piezas inspiradas por un evento particular, por ejemplo una publicación o la exposición de un libro, aunque va más allá de la mera revisión en su reflexión personal o análisis histórico. 
Sus primeros tres libros publicados son escritos de viajes por Oriente Próximo y Sudamérica; los tres restantes publicados en su vida son tres volúmenes de ensayos histórico-literarios, publicados previamente en la NWT. Su "cuenta de sobreviviente" autobiográfica, Asylum, fue descubierta por sus descendientes muchos años después de su muerte y publicada en 2016.

## Literatura de viajes
Los primeros libros de Scheyer Europeans and Exotics, Tralosmontes y Cry from the Tropical Night están inspirados en sus viajes, especialmente en el Cercano Oriente y en América del Sur. En gran medida (aunque Tralosmontes posee el estilo de una novela corta), consisten en representaciones o viñetas, y están preocupados por lo "exótico", en términos de lugar y carácter. Los ejemplos son Saadi ibn Tarbush, un joven egipcio que actúa como guía de Scheyer en El Cairo, pero se deja seducir por el glamour de la vida europea; Mr Dronnink, un genio musical holandés arruinado por una mujer y bebido, "quemado" y reducido a tocar el piano en cruceros; y Gly Cangalho, un personaje "criollo" adicto a la morfina que pasa su vida viajando en cruceros, conocido por todos los capitanes. También hay ingleses exóticos en su capacidad de estar en todas partes y carecer de cualquier respuesta emocional a lo exótico que los rodea. Se pintan vívas imágenes de la experiencia de una noche tropical en un barco; de las tormentas, de las peleas de gallos, de la "costa del café"; Scheyer crea un mundo misterioso y exótico, tanto a través de sus retratos de personajes como a través de su evocación de la atmósfera y del lugar.